# Aghora (группа)
Aghora — американская группа прогрессив/джаз-метала. Группа была сформирована в 1995 году гитаристом Сантьяго Доблесом. В 2000 году вышел их дебютный альбом «Aghora», записанный с участием Шона Малоуна (Sean Malone) (бас-гитара) и Шона Рейнерта (ударные) из американской прогрессив-дэт-группы Cynic.

## Состав группы
- Сантьяго Доблес (Santiago Dobles) — соло-гитара
- Диана Серра (Diana Serra) — вокал
- Алан Голдстейн (Alan Goldstein) — бас-гитара
- Джиан Рубио (Giann Rubio) — ударные
- Шон Рейнерт (Sean Reinert) — студийные ударные

## Дискография

### Полноформатные альбомы
- Aghora (2000; Dobles Productions)
- Formless (2006; Dobles Productions)
- Entheogenic Frequencies (2019; Independent)

### Демо
- Demo (1998)
- Demo 99 (1999)
- Dual Alchemy (2005)

### Сборники
- Transitions (2006)